# Aprasia smithi
Aprasia smithi là một loài thằn lằn trong họ Pygopodidae. Loài này được Storr mô tả khoa học đầu tiên năm 1970.